# 本多雖軒
本多 雖軒（ほんだ すいけん、1835年〈天保6年〉ー 1916年〈大正5年〉）は、日本の医師・教育者・文化人であり、江戸時代末期から明治・大正期にかけて、武蔵国多摩地域（現在の東京都国分寺市周辺）で活動した人物である。

## 解説
漢方医として東洋医学を修める一方、長崎で蘭学（当時の西洋医学）も学び、地域医療の発展に尽力した。また明治維新後は学校教師として青少年の教育にも携わり、漢学に基づく人格教育と実学の融合を重視した。
村の名主（地位は現代の村長に相当）も務め、郷土の課題解決に指導力を発揮したことで知られる。地域に伝わる言葉として「学ぶことは人を良くする」という信条が伝えられている 、その知行合一の生き方は現代においても郷土教育や医療思想の面で価値が再評価されている。

## 生涯
1835年（天保6年）, 武蔵国多摩郡国分寺村に生まれる 。本多家は代々国分寺村の名主を務めた家柄で、父は名主・本多良助。雖軒は四男で幼名を「為吉（ためきち）」といい、幼少より寺子屋や郷学で漢籍に親しんだと伝えられる 。17歳の頃より、隣村・下谷保村（現・東京都国立市）の名主で漢方医でもあった本田覚庵の私塾に入門し、漢方医学と朱子学を学んだ 。師の覚庵は儒教倫理に基づく厳格な教えを授け、若き日の雖軒に大きな影響を与えたが、やがて雖軒が蘭学（当時の西洋医学）への関心を示すと「それは邪道だ」と戒めたと伝えられている 。しかし雖軒の探究心は抑えきれず、1861年（文久元年）、覚庵の許しを得ないまま長崎へ遊学し、オランダ人医師について蘭学（当時の西洋医学）を修めた。同年、帰路に甲州街道沿いの府中宿（現・東京都府中市）に立ち寄り、そこで開業医として診療を開始した 。
1865年（慶応元年）, 故郷の国分寺村に戻った雖軒は、名主本多家の屋敷門であった長屋門を自身の住居兼診療所として使用し、村医者として活動を再開した 。当時の長屋門は2階建てで居室を備えた造りで、雖軒はそこで地域医療にあたりながら、漢方と西洋医学を融合した治療を試みたとされる。またこの頃、妻のチカ（ちか）と結婚し、小川新田（現・東京都小平市）の妻実家で一時生活したこともあった。
明治維新後、新政府の学制発布に伴い各地で学校が設立されると、雖軒は1873年（明治6年）に地元の最勝学校の教師兼校医に就任した 。最勝学校（武蔵国分寺跡に開設された小学校）では、読書や漢学だけでなく道徳教育にも力を注ぎ、「人づくり」を重視する教育を実践したと伝えられる。雖軒は授業のかたわら村内の子弟を積極的に指導し、学問と人格の両面を育むことに尽力した。明治中期には、自らの診療記録を『施治患者表』と題する帳面にまとめ、1881～1882年頃までに約324人分の詳細な診療記録を残している。これは当時の農村医療の貴重な一次史料となっており、後世の郷土史研究にも活用されている。
大正時代に入っても地域医療・教育への貢献は続き、晩年まで診療と在野教育を継続した。1916年（大正5年）, 国分寺村にて死去。享年82（満81歳）。墓所は国分寺市内にあり、門人や地域住民に見送られてその生涯を閉じた。没後、その書簡や日記類は子孫や地域に残され、昭和期に史料としてまとめられることになる（後述）。

## 思想と教育観
雖軒は儒学（朱子学）を基礎に据えた教養人であり、「学問は人としての在り方を正すためにある」と考えていた 。自ら「教は才を磨くに非ず、心を耕すものなり」（教えることは才能を磨くのではなく、人の心を耕すものである）と述べており 、知識偏重ではなく徳性の涵養を教育の根本とした。そのため、門人を育てる際にも単に学力を高めるだけでなく、「志を持ち正しく生きようとする人」を育成することを目標としたとされる 。実際に寺子屋や最勝学校で教えた内容には、漢詩や漢学などの学問だけでなく、日常生活における礼節や他人への思いやりといった人間教育が重んじられていた 。
また雖軒は郷土愛と社会貢献の精神を強く訴えている。残された書簡には「郷を愛し、郷を育むは、学び人の本懐なり。」という一節があり（『国分寺市史料集Ⅳ 本多雖軒関係文書』所収）、学ぶ者にとって故郷を愛し発展させることこそ本懐だと説いている。この言葉どおり、雖軒自身、名主として郷里の課題解決に奔走し、教育活動を通じて地域社会に尽くした。例えば深刻な水不足に苦しむ村を前にして「このままではいけない、自分が何とかせねば」という強い責任感と使命感を抱き、長期的視野で大胆な施策に乗り出している 。そこには郷土への深い愛情と、地域をより良くしていくという信念が根底にあった 。
さらに、雖軒はリーダーとしての心得も門人に説いた。弟子への書簡の中で指導者の資質に触れたものがあり、そこでは「人から信頼されるには何が必要か」「志を持つとはどういうことか」といった問いに答える形で、自らの経験を踏まえたリーダー論を展開している（詳細は雖軒の書簡集に収録）。総じて、雖軒の教育観は知（学問）と徳（道徳）と実践の三本柱から成り立っており、学んだことを日常で体現し社会に役立てる人物こそ真に「良き人」であるという信条で一貫していた 。

## 業績・人物像
医学と公衆衛生の先駆: 雖軒の医師としての業績の一つに、東西医学の融合と地域医療への貢献が挙げられる。江戸末期当時、漢方医が西洋医学を取り入れることは珍しかったが、雖軒は長崎遊学で習得した蘭方医学の知識を地元で実践し、漢方と併用した 。これによりコレラなど感染症の予防や栄養指導など、当時の村落では新しかった公衆衛生の概念も住民に伝えられたという。彼が記録した『施治患者表』は324名に及ぶ患者の症状や治療経過を詳細に綴ったもので、郷土の医療史研究において貴重な一次資料となっている 。このように雖軒は臨床だけでなく記録の面でも体系的な仕事を残し、近代医学への移行期における地方医の先駆的存在と位置づけられている。
教育者としての影響
最勝学校の教師時代、雖軒の元には多くの門人・門下生が集まった。彼の熱意ある教えに感化された弟子たちの中からは、後に多摩地域で教育者や医師として活躍する人材が数多く育っている。例えば青木省庵は、共に蘭学を志して師から破門される経験を共有した同志であり、その後地域医として活動した記録が残る 。雖軒の私塾的な指導は公式な教室に留まらず、自宅の縁側や往診の道すがら、花見の宴席に至るまで日常のあらゆる場面で行われた 。弟子たちには身分や年齢を問わず、農家の子や青年医学生までが含まれていたが、雖軒はいずれにも「礼節」「誠実」「学び続ける心」の大切さを説き、生涯にわたる指針を与えたと伝えられる 。その教え子たちは雖軒を「生涯の師」「人生の羅針盤」と仰ぎ、師の没後も各地で地域社会に貢献していった。
用水路事業（本多用水）: 雖軒の業績で特筆されるものに、郷土の大規模な用水路開削事業がある。彼が名主を務めていた幕末期、国分寺村の台地上では慢性的な水不足により農業生産が伸び悩んでいた。この問題を解決すべく雖軒は周囲の有志と共に新田開発と用水路敷設を計画し、前例のない大事業に乗り出した。多摩川上流から引水する幹線である玉川上水から分水を得る許可を幕府に願い出るなど、資金・労力・行政手続きの面で幾多の困難があったが、雖軒らは粘り強く交渉と工事を進めたという 。その結果、江戸時代末期に着工された用水路は明治初期までに完成し、国分寺村北部の新田（本多新田）に水をもたらした。後にこの灌漑用水路は「本多用水」と呼ばれ、地域の農業発展に大きく寄与した 。本多用水によって武蔵野台地の水不足は大きく緩和され、村人の生活基盤が向上したと評価されている 。この事業の成功は雖軒自身の先見性とリーダーシップの賜物であり、郷土史に残る偉業となった。
文化人としての側面: 雖軒は医業や教育の傍ら漢詩や書を嗜んだ文人でもあった 。若い頃から中国古典に親しみ、詩文を綴ったり水墨画を描いたりしており、その作品からは自然を愛でる心や弟子・患者への優しい眼差しが感じられる 。現存する漢詩の多くは四季の風物や人への思いを題材にしており、そこに雖軒の人柄が垣間見える 。書においても彼は名手であり、その筆跡は端正でありながら温かみがあり、日常生活に溶け込むような自然な書風と評される 。国分寺市の郷土資料館には雖軒の遺した掛け軸や書簡が所蔵されており、一つひとつに彼の教養と人間性がにじんでいる 。門人たちとの交流の場として、雖軒の長屋門の一室はしばしば私塾のように開放され、若者が集って詩や書を学ぶサロンの役割も果たしたという 。
雖軒の人格を伝える逸話として有名なのが「桜餅と漢詩」のエピソードである 。ある春の日、雖軒は門下生たちを連れて村の桜の下で花見を催し、その席で手ずから振る舞ったのが桜餅であった 。舞い散る花びらを餅の上に受けとめながら、即興で一首の漢詩を詠んだと伝えられている。その詩曰く、「淡紅の 花びらうけて 餅一つ 人の心に 春の風立つ」（うすべにの　はなびらうけて　もちひとつ　ひとのこころに　はるのかぜたつ）。甘味と詩情あふれる趣向に、居合わせた弟子たちは「医者にして詩人」たる雖軒の風流な横顔に感銘を受けたと伝えられる 。また伝えられる逸話では、農家の青年が「ぜひ医学を学びたい」と弟子入りを志願した際、雖軒はまず筆と半紙を差し出し「人の命を預かるには、筆にも心が宿るかを見たい」と告げたという 。書は人となりを映す鏡であるとして、字に現れる心根を見極めようとしたこの話は、雖軒が人材を選ぶ上で人間性を何より重んじたことを物語っている 。

## 遺産と顕彰
史料と著作の保存: 本多雖軒に関する日記・書簡・記録類は子孫や弟子によって大切に保管され、昭和期に入ると国分寺市教育委員会によって体系的に整理・刊行された。1984年（昭和59年）, 国分寺市史編さん委員会は雖軒の遺稿や関係文書をまとめた『国分寺市史料集Ⅳ 本多雖軒関係文書』を発行しており、施治患者表や書簡、高崎藩とのやりとりに関する資料などが収録されている。これらの史料は郷土史研究や教育資料として活用され、雖軒の思想と足跡を現代に伝える貴重な一次資料となっている。
旧宅・史跡の保存: 雖軒の居宅兼診療所であった国分寺市東元町の旧本多家住宅長屋門は、建築年代が江戸時代末期（弘化5年・1848年）に遡る歴史的建造物であり、国分寺市の重要有形文化財に指定されている 。老朽化が進んだため平成27～29年度（2015–2017年）にかけて市が保存修理工事を実施し、往時の姿に復元された 。現在、この長屋門は一般に公開されており、2階部分は資料展示室として雖軒の生涯や本多家に関する史料が展示されている 。長屋門内部には、幼少期の雖軒（為吉）が書いたとされる落書きやサインも残っており、訪れる人々に彼の少年時代の息吹を伝えている 。この旧宅は国分寺崖線沿いの「お鷹の道」付近に位置し、隣接する武蔵国分寺跡資料館（史跡公園内）とあわせて郷土の歴史学習の場ともなっている 。
また、雖軒が中心となって開削した本多用水は、その歴史的価値から2011年、国分寺市指定史跡（史跡名勝天然記念物の史跡部門）に指定されている 。現在、用水路の多くは都市化に伴い暗渠化されたが、かつての流路に沿って「本多緑道」など遊歩道が整備され、地域住民の憩いの場となっている 。一部には今も開渠（水路が露出した区間）が残されており、往時の姿を偲ぶことができる 。用水路沿いには由来や歴史を記した石碑や解説板が点在し、雖軒ら先人の偉業を後世に伝えている 。地元の地名「本多」も本多家・本多用水との深い関わりを示すもので、地域の記憶として残っている 。
評価と現在への影響
本多雖軒の業績と思想は没後も郷土で語り継がれ、郷土史研究や地域教育の中でたびたび取り上げられてきた。特に「知と徳」「医と教」を融合させたその生き方は、地域に根ざした人づくりのモデルケースとして評価されている 。国分寺市では郷土資料館や図書館を拠点に雖軒関連の展示・講座が行われ、郷土教育の一環として子供たちにも紹介されている。平成以降、地元有志により雖軒の顕彰活動が活発化しており、本多雖軒文化承継株式会社（民間団体）の設立やウェブサイトの公開によって、誰もが雖軒の生涯や思想にアクセスできるよう情報発信が行われている 。2021年には、国分寺市の郷土資料館だよりで特集が組まれるなど、雖軒を特集する企画が組まれた。このように、本多雖軒の遺産は史料・施設・語り部を通じて丹念に守られ、現代の私たちにも「学び、生きること」の意義を問いかけ続けている。

## 関連文献
- 国分寺市史編さん委員会 編『国分寺市史料集Ⅳ 本多雖軒関係文書』国分寺市教育委員会、1984年[18][40]. 雖軒の書簡や日記、施治患者表などを収録した一次資料集。
- 本多雖軒文化承継株式会社公式サイト「本多雖軒とは」[48][1]（2025年閲覧）。雖軒の生涯・業績の概要や年表を掲載。
- 国分寺市公式サイト「旧本多家住宅長屋門」解説[42]（2023年）および文化遺産オンライン「旧本多家住宅長屋門」（2020年）. 雖軒が居宅とした長屋門の文化財指定と保存修理についての情報。
- 本多雖軒文化承継株式会社公式サイト「本多雖軒 年代記」第7回「文化人の顔 ― 書と詩と、雖軒の世界」[31][36]および第10回「雖軒をめぐる人びと ― 師、弟子、友の姿」[26]他（2025年）。雖軒の文化活動や門人との関係についての解説記事。
- 本多雖軒文化承継株式会社公式サイト「本多雖軒のことばと思想」特別編「教育観の核心」[17][16]および第4回「地域との関わり方」[18]（2025年）。雖軒の教育理念や地域観が引用史料を通じて紹介されている。
- 菓子資料室 虎屋文庫「本多雖軒と桜餅」虎屋公式ウェブサイト（2020年）[36]. 雖軒が弟子たちに桜餅でもてなした逸話と漢詩を紹介するコラム。 （※本記事中の桜餅エピソードの出典）
- 本多雖軒とは | 本多雖軒文化承継株式会社
- 〖本多雖軒 年代記〗第1回 | 本多雖軒文化承継株式会社
- 〖本多雖軒 年代記〗第10回　雖軒をめぐる人びと ― 師、弟子、友の姿 | 本多雖軒文化承継 株式会社
- 本多雖軒のことばと思想― 特別編「教育観の核心 ― 雖軒が目指した人づくり」 ― | 本多雖軒文化承継株式会社
- 本多雖軒のことばと思想― 第4回「地域との関わり方 ― 国分寺・高崎藩と雖軒」 ― | 本多雖軒文化承継株式会
- 〖第2回〗 時代を動かした情熱 – 名主・本多雖軒の実像 本多雖軒文化承継株式会社
- 〖第7回〗 都市に息づく水の道 ～現代の本多用水を探る～ | 本多雖軒文化承継株式 会社
- 〖本多雖軒 年代記〗第7回　文化人の顔 ― 書と詩と、雖軒の世界 |
- 〈継続販売〉100周年記念・国分寺市史関連図書のセット価格販売のご案内｜国分寺市
- 〖国分寺〗夏休み自由課題にもグー！江戸時代末期の「旧本多家住宅長屋門」 | リビング
- 武蔵国分寺跡資料館だより - Musashi Kokubunji Temple Remains ...
- 旧本多家住宅長屋門 文化遺産オンライン